# Maître de Soriguerola
Le nom de maître de Soriguerola a été donné par Joan Ainaud de Lasarte à un peintre actif en Cerdagne au cours de la seconde moitié du XIIIe siècle et peut-être au début du XIVe, la principale œuvre qui lui est attribuée est le devant d'autel (ou antependium) de l'église Saint-Michel de Soriguerola, aujourd'hui exposé au musée national d'art de Catalogne.

## Présentation

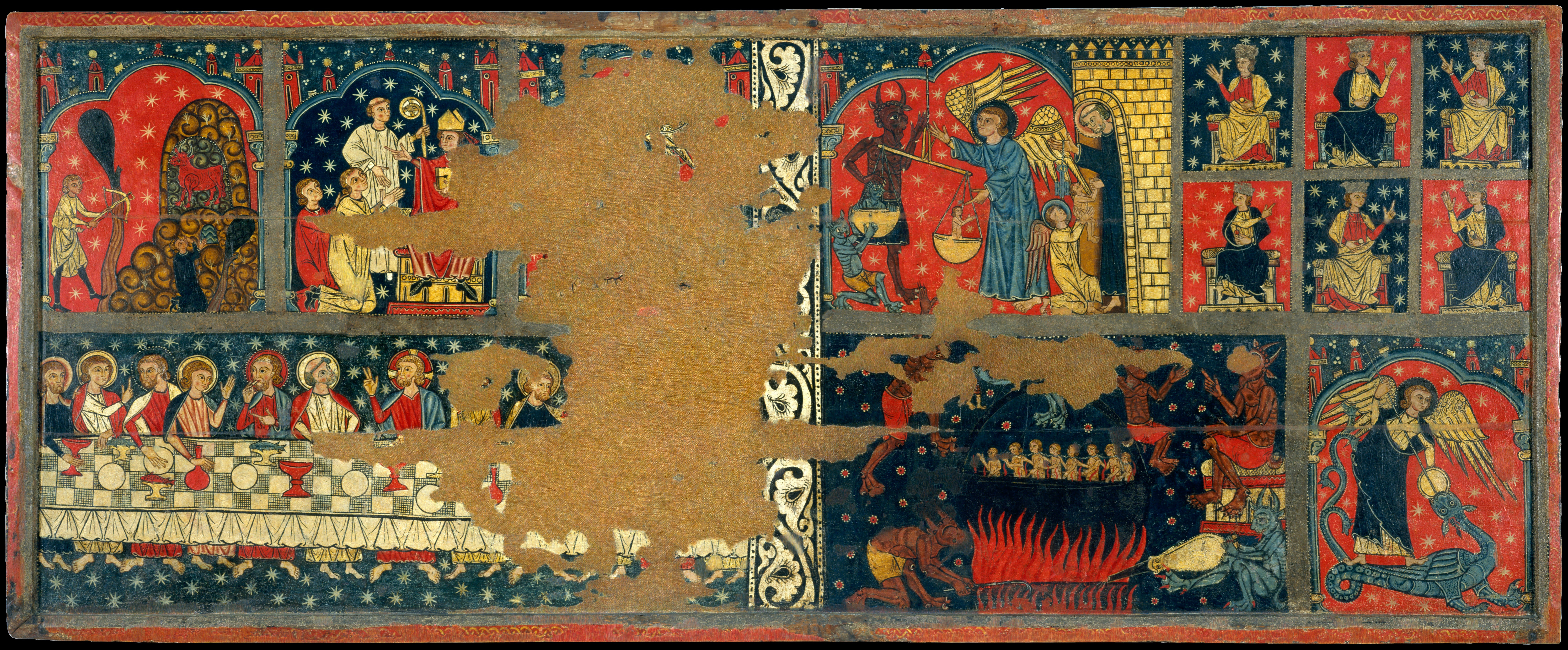
Le devant d'autel de l'église Saint-Michel de Soriguerola.

L'expressivité de la gestuelle de ses personnages et son sens de la décoration sont remarquables. Ce panneau représente plusieurs scènes courantes à l'iconographie de l'archange saint Michel : la pesée des âmes par saint Michel et le démon, le miracle du Gargano (Monte Sant'Angelo), l'archange terrassant le dragon. D'après Marcel Durliat, le maître de Soriguerola s'inspire de la technique du vitrail, « chaque scène [étant] elle-même conçue comme la juxtaposition de taches de couleurs généralement soutenues ».
Lui sont également attribués les panneaux latéraux de l'autel de l'église Saint-Christophe de Toses (exposé au musée épiscopal de Vic), le devant d'autel de l'église Sainte-Eugénie de Saga (exposés au musée des arts décoratifs de Paris), les devants d'autel de l'église Saint-Vincent de La Llagonne, ainsi que plusieurs fresques (église Saint-André d'Angoustrine, église Saint-Vincent de Rus, etc.).